# あまおう
あまおうはイチゴの登録商標名。品種名は「福岡S6号」である。福岡県で開発された。
2021年に種苗法（2020年改正）による「海外持ち出し制限」品種に指定されている。2025年1月19日で福岡県の育成者権が期限切れした。「あまおう」の商標はJAが保有しており名称の使用は引き続き福岡県産に制限されている。

## 開発の経緯
福岡県では1920年代後半からイチゴの栽培が行われており、1983年にとよのかが導入されるとイチゴの産地として大きく躍進した。「博多とよのか」は日本全国的にも高く評価され、福岡県は日本の代表的なイチゴ産地となったが、育成にあたって生産者の作業が煩雑であること、後発品種であるさちのか、とちおとめと比較した場合に着色の不足が指摘されることが多いことから、以下の課題点を解決する新品種の育成に着手する。
- 厳寒期にも果実の赤い色づきが良いこと。
- 味が良い。
- 果実が大きく、収穫・パック詰めが省力できる。

1996年から2000年にかけて既存の美味しい品種、果皮が赤い品種、果実が大きな品種などを相互に交配し、約7000株の実生株を育成し、その中から優秀なものを選別した。その結果、食味に優れる「久留米53号」（現・九州沖縄農業研究センター久留米研究拠点育成系統）を母親とし、果実が大きくて着色に優れる「92−46」（福岡県農業総合試験場育成系統）を父親として1996年に交配した中から、「福岡S6号」が誕生する。2001年11月に「福岡S6号」として品種登録を申請し、2005年1月に登録が完了した。

### 命名
2002年の初出荷を前に販売用の名称を募集したところ福岡県民から1913件の応募があり、その中からあまおうが選ばれた。採用されたあまおう以外には「つやまる」などがあった。JA全農の担当者らを加えて協議し、5つの候補に絞って、当時の福岡県知事麻生渡が選択した。
「あまおう」は新品種の特長を表す4つの言葉、「あ・赤い」、「ま・丸い」、「お・大きい」、「う・美味い」の頭文字と「甘いイチゴの王様になるように」という願いから名づけられている。応募者は福岡市の会社員、三吉誠である。
麻生は、「ひらがなの方が子供になじむ」ことと「名前の一文字一文字に込めた意味も宣伝すれば、特長が分かりやすい」ことを理由に挙げている。
また、これまでは基本的に品種登録と商品名が同一であったが、あまおうの場合は商品名がまだ決まっていない段階で先に品種登録を行ったため品種名と商品名が異なることとなり、結果的に「あまおう」を商標登録することが可能となりブランド向上にも繋がった。

## 特徴

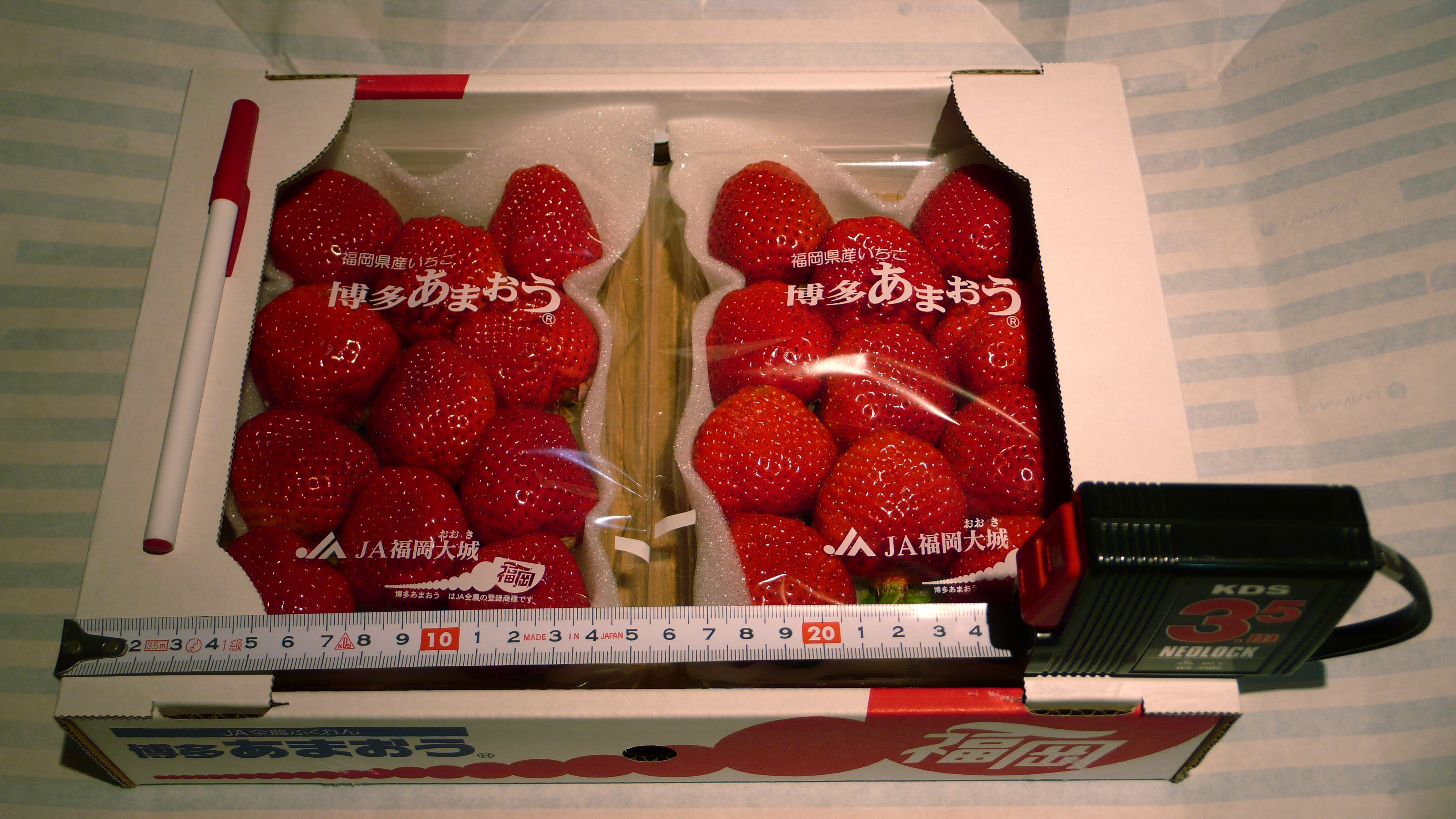
博多あまおう 2個セット

とよのかと比べた場合に、果実の着色が良く、厳寒期で赤く色づく。果皮の張りが良く、光沢に優れる。また、とよのかでは着色促進のため「葉よけ」や「玉出し」といった栽培時に必須だった作業工程が軽減できる。
果実の形状は、とよのかと比べて丸く、表面の溝が少ない。　果実の大きさは、平均してとよのかの1.2倍程度大きい。また、収穫される果実の中で重さ20グラム以上の果実の割合がとよのかが19パーセントであるのに対し、35パーセントと大玉となる比率も高い。これは手作業で行う収穫やパック詰め作業の負荷軽減につながる。
果汁の糖度はとよのかと同程度かやや高いくらいだが、酸味が高い。

## 福岡県での栽培の普及
あまおうの福岡県での栽培面積は、2002年は8ヘクタール、2003年は220ヘクタール、2004年は368ヘクタールと広がり、2006年には福岡県のイチゴ栽培面積の98パーセントにあたる383ヘクタールがあまおうの栽培となり、とよのかからの切り替えは短期間で完了している。
また、新品種普及の促進と併せて、農業総合試験場、県関係機関、農業団体、JA、生産者の協力のもと、栽培試験、栽培優良事例の収集を行い、栽培技術の確立を行っている。

### 販路の変革
あまおうは既存品種よりも果実が大きいため、既存の販売規格では収まらないことも多々あった。それまでの最大規格であった3Lサイズ（イチゴ1個果28グラムから37グラム）よりも大きな果実を販売するためのパックやホールトレイパックを開発した。
また、福岡県知事の麻生自ら真っ赤な法被を着て青果市場でPR活動を行うなど県をあげての取り組みを行い、JA全農ふくれんと「ブランド化推進事業」を展開し、テレビ CM、新聞や雑誌への掲載、プロモーションビデオの作成など広報を行った。福岡県は2003年には「あまおうの生産・販売強化対策事業費」として4790万円を付け、翌2004年度は「日本一奪還! あまおうブランド確立事業費」として5456万円に増額している。

### 海外販路
従来の香港市場では小粒で実が硬いアメリカ産や韓国産のイチゴが主流であった。日本産のイチゴは実が柔らかいため、船便や航空便での輸送では傷みやすいためである。福岡県のとよのかも、香港市場に輸入されてはいたが、その量はわずかであった。
当時の福岡県知事の麻生は通商産業省出身であり、農産物の輸出についても積極的な考えを持っていた。麻生の指示に沿って福岡県農政部では「平成20年度（2008年度）の輸出額を2億円とする」目標を掲げたが、麻生はこれを一蹴し、目標金額を20億円とした。
既存のイチゴ用の空輸パックには3層から4層にイチゴパックを詰めており、衝撃で潰れてしまうことも多かった。JA全農ふくれんは、あまおう用として内側にウレタン製マットを敷き、ハンモック状に包み込んだ1層のみの平積みパックを開発し、1パックに入る個数よりも品質維持を優先した。こうして高額な輸送コストを上乗せした結果、あまおうの香港での販売価格は1パック当たり日本円換算で1500円ほどと、日本国内での販売価格の2倍から3倍の高価な果実となったが、これが香港の富裕層に大ヒットする。
続いて、台湾でもあまおうの販売が始まり、こちらも大ヒットとなった。
麻生が掲げた「輸出額20億円」の目標は2008年度の達成は行えなかったが、2016年度には24億円と目標額を突破している。

### 知的財産権への対策
章姫、レッドパール、とちおとめといった日本の人気品種が韓国において違法に流出した事実があり、農産物における日本の知的財産の保護制度が遅れていることを理解していた県知事の麻生の指示で以下のような対策が実施されている。
- 2004年以降、香港、韓国、台湾、中国の現地で、あまおうの商標や品種登録を行う。
- 将来の国際訴訟に備えて、九州大学に依頼し、あまおうのDNAの塩基配列を分析し、データ化する。

### 育成者権の期限切れ
2005年に福岡県が登録した「福岡S6号」は存続期間20年間を経て2025年1月19日に育成者権が期限切れした。このため県外での栽培や販売を制限する独占権は無くなった。一方で「あまおう」の商標に関しては全国農業協同組合連合会(JA)が保有しており、実質的に県外で「あまおう」の名前は名乗ることが出来ない形となる。また福岡県は引き続き、「JA全農ふくれん」を通じて苗を県内の生産者に限り出荷する方針である。